# 鯨魚座κ2
 鯨魚座κ2 （κ2 Ceti）是位於天球赤道星座鯨魚座的一顆孤獨的黃巨星。它的視星等為5.66，雖然微弱但在足夠黑暗的場所仍可用裸眼看見。基於從地球上觀測的恆星視差為10.11mas的，它距離太陽約為320 光年。

## 術語
鯨魚座κ2 曾經被稱為金牛座g2。

## 特點
這是一顆演化中的G型巨星，恆星分類為G8III。它是水平分支上的紅群聚恆星，這表明它正在其核心通過氦融合產生能量。這顆恆星的質量是太陽的2.46倍，並且已經膨脹到太陽半徑的8.2倍。在5,007k的有效溫度下，它從光球發出的輻射是太陽光度的42倍。

## 外部連結
- http://server7.wikisky.org/starview?object_type=1&object_id=3734 （页面存档备份，存于）